# Iwona Chołuj
Iwona Chołuj (ur. 8 marca 1971 w Żarach) – polska aktorka teatralna, reżyser, wykonawczyni piosenki aktorskiej.
Ukończyła Państwowe Policealne Studium Wokalno-Aktorskie im. Danuty Baduszkowej w Gdyni. Występowała w Teatrze Muzycznym im. Danuty Baduszkowej w Gdyni. Współpracuje z warszawskim Teatrem Syrena. Od 1996 związana z Teatrem im. Adama Mickiewicza w Częstochowie. Jest aktorką śpiewającą.

## Ważniejsze role teatralne
- Klarysa – Fircyk w zalotach, Franciszek Zabłocki, reż. Henryk Rozen (1996)
- Antygona – Antygona, Sofokles, reż. Tadeusz Kijański (1997)
- Hanka – Moralność pani Dulskiej, Gabriela Zapolska, reż. Ignacy Gogolewski (1997)
- Prosiaczek – Teatrzyk Kubusia Puchatka, Anna Osławska, reż. Marek Gołębiowski (1997)
- Panna Aniela – Damy i huzary, Aleksander Fredro, reż. Marek Perepeczko (1998)
- Ochmistrzyni – Pan Tadeusz, Adam Mickiewicz, reż. Adam Hanuszkiewicz (1998)
- Pokojówka – Okno na parlament, Ray Cooney, reż. Wojciech Pokora (1999)
- Maria Antonowna – Rewizor, Mikołaj Gogol, reż. Marek Mokrowiecki (1999)
- Klimina – Wesele, Stanisław Wyspiański, reż. Adam Hanuszkiewicz (1999)
- Sally Chessington – Szczęściarz, Michael Cooney, reż Jerzy Bończak (2000)
- Dopowiadaczka – Na szkle malowane, Ernest Bryll, reż. Krystyna Janda (2000)
- Mollie Ralsto – Pułapka na myszy, Agatha Christie, reż. Jan Bratkowski (2002)
- Pie – Scenariusz dla trzech aktorek, Bogusław Schaeffer, reż. Bogusław Semotiuk Teatr Syrena (2002), Teatr im. Adama Mickiewicza (2011)
- Dama / Ciotka – Iwona, księżniczka Burgunda, Witold Gombrowicz, reż. Katarzyna Deszcz (2004)
- Pod niebem Paryża – piosenki francuskie, reż. Dorota Furman (2005)
- Młoda Katja – Walentynki, Iwan Wyrypajew, reż. Szczepan Szczykno (2006)
- Agafia – Ożenek, Mikołaj Gogol, reż. Gabriel Gietzky (2006)
- Kasia – Igraszki z diabłem, Jan Drda, reż. Gabriel Gietzky (2007)
- Podstolina – Zemsta, Aleksander Fredro, reż. Grzegorz Warchoł (2008)
- Amy Hardcastle – Jeszcze jeden do puli?!, Ray Cooney, Tony Hilton, reż. Jerzy Bończak (2008)
- Masza – Wilki, Agnieszka Osiecka, reż. André Hübner-Ochodlo (2009), premiera w Teatrze Atelier w Sopocie[4]
- Pani Jourdain – Mieszczanin szlachcicem, Molier, reż. Waldemar Śmigasiewicz (2010)
- Ela Smirnowa – Do dna, Ludmiła Pietruszewska, reż. André Hübner-Ochodlo (2011)

## Reżyseria
- Ballady morderców, Nick Cave (wspólnie z Arkadiuszem Głogowskim)
- Polowanie na łosia,  Michał Walczak (asystent reżysera)
- N@pisz do mnie, Daniel Glattauer (asystent reżysera)

## Filmografia
- 2016: Na dobre i na złe jako pani kurator Malec
- 2012: Klan
- 2003–2008: Na Wspólnej jako Zofia Wróbel
- 1997: Darmozjad polski
- 1997: Boża podszewka

## Nagrody
- 2007: nominacja do "Złotej Maski" za rolę młodej Katii w spektaklu Walentynki Iwana Wyrypajewa, reż. Szczepana Szczykny[5]